# 安德烈亞斯·塞拉里烏斯
安德烈亞斯·塞拉里烏斯（拉丁語：Andreas Cellarius，約1596年－1665年）是一位生於德國的荷蘭地图学家，最有名的作品是星圖《和諧大宇宙》（Harmonia Macrocosmica），該星圖由约翰内斯·扬松纽斯於1660年在阿姆斯特丹出版。

## 經歷

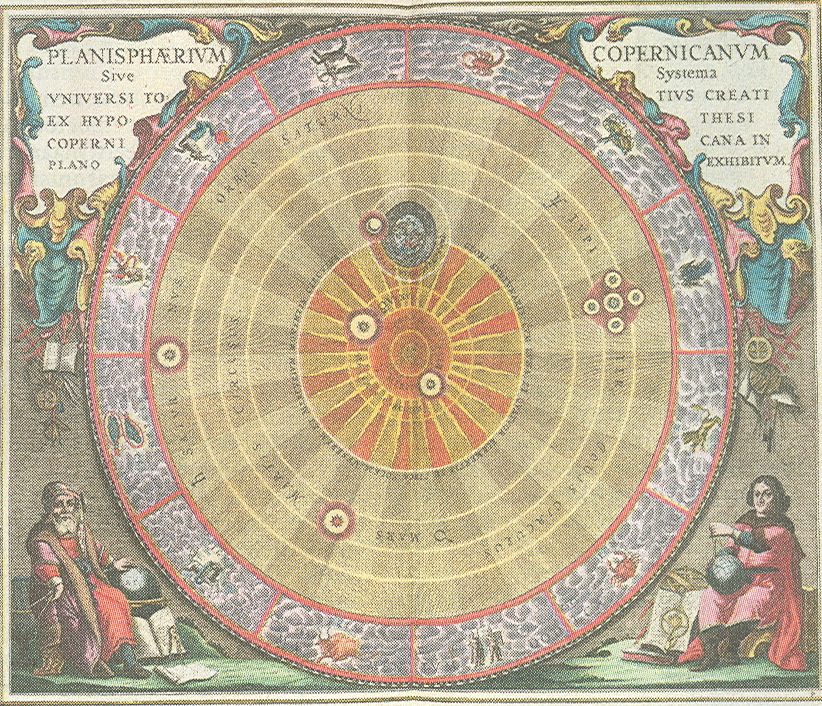
塞拉里烏斯在星圖《和諧大宇宙》中所繪的哥白尼日心說體系。

塞拉里烏斯生於神聖羅馬帝國諾伊豪森（今德國沃尔姆斯的一部分），並且在海德堡大学接受教育。身為新教徒的塞拉里烏斯大約在1618年三十年戰爭剛開始時或1622年天主教徒控制海德堡時離開當地。而目前仍不清楚他較早期的活動，但根據他後來的作品可以推論他曾在波蘭居住一段時間，甚至可能在當地擔任軍事工程師。1625年他在阿姆斯特丹和 Catharina Elt(e)mans 結婚，兩人育有三子一女，並且在當地一所拉丁語學校擔任校長。塞拉里烏斯在海牙短暫停留後遷往荷恩，並且自1637年到去世都在荷恩的拉丁語學校擔任校長，而他的副手則是曾任台灣長官的歐沃德（Pieter Anthoniszoon Overtwater）。
小行星12618以他的名字命名。

## 外部連結
- Bio-Bibliography of Andreas Cellarius （页面存档备份，存于）
- Birth certificates in the Amsterdam City Archives [永久]
- Andreas Cellarius (1661). Harmonia Macrocosmica.
  - Online scanned edition from the University of Utah.
  - Online scanned edition （页面存档备份，存于） from Rare Book Room.
  - Online scanned edition （页面存档备份，存于） from Linda Hall Library.
  - Harmonia Macrocosmica da www.atlascoelestis.com （页面存档备份，存于）